# Застава Боливије
Застава Боливије која и данас важи усвојена је 1851. године. Састоји се од три хоризонтална поља. На средини државне заставе се налази грб Боливије. Црвена боја на застави симболизује животиње Боливије и њену ослободилачку војску, зелена плодност, а жута минерале.
У фебруару 2009. усвојена је паралелна застава, Кула Сују верзија Випхала заставе.

## Галерија
- Верзија заставе Боливије
- Застава морнарице
- Застава Боливије
(1825–1826)
- Застава Боливије
(1825–1826)
- Застава Боливије
(1826–1851)
- Застава Боливије
(1826–1851)